# São João da Paraúna
São João da Paraúna este un oraș în Goiás (GO), Brazilia.